# ويليام ر. راش
ويليام ر. راش (بالإنجليزية: William R. Rush)‏ هو ضابط أمريكي، ولد في 1857 في فيلادلفيا في الولايات المتحدة، وتوفي في 2 أغسطس 1940 في فربانيا في إيطاليا.